# Lulu Wilson
Lulu Wilson (New York, 2005. október 7. –) amerikai színésznő.
Leginkább az Ouija: A gonosz eredete (2016) és az Annabelle 2. – A teremtés (2017) című horrorfilmekből, valamint A Hill-ház szelleme (2018) és Az Usher-ház bukása (2023) című televíziós sorozatadaptációkból ismert. A tizenéves Gloria Steinem szerepét kapta meg a Gloria dicsősége (2020) című életrajzi filmben. 

## Élete
2005. október 7-én született, Barbara Wilson és Greg Wilson gyermekeként. Két nővére van.

## Pályafutása
Hároméves korában kezdett el reklámokban szerepelni. 2012-ben debütált a televízióban a Louie egyik epizódjában, majd több sorozatban is szerepelt, többek között A Miller család, a Black Box és az Éles tárgyak című sorozatokban.
Filmes debütálását a 2014-es Távozz tőlem, Sátán! című horrorfilmben mutatta be, majd olyan további horrorfilmekben játszott, mint az Ouija: A gonosz eredete (2016) és az Annabelle 2. – A teremtés (2017) című filmekben. A Marvel Studios 2016-os Doctor Strange című filmjében is feltűnt, de a jelenetét kivágták a filmből. 2018-ban szerepelt a Netflix A Hill-ház szelleme című horrorsorozatában.
2020-ban játszotta első főszerepét a Becky című akcióthriller címszereplőjeként. Ugyanebben az évben eljátszotta a tizenéves Gloria Steinemet a Gloria dicsősége című életrajzi filmben. A Star Trek: Picard első évadának egyik epizódjában is megjelent, mint William T. Riker és Deanna Troi lánya.
2023-ban újra eljátszotta Becky szerepét a Becky bosszúja című folytatásban.

## Filmográgia

### Film
| Év   | Magyar cím                | Eredeti cím                 | Szerep                         | Magyar hang    |
| ---- | ------------------------- | --------------------------- | ------------------------------ | -------------- |
| 2014 | Távozz tőlem, Sátán!      | Deliver Us from Evil        | Christina                      | Koller Virág   |
| 2015 |                           | Her Composition             | Victoria                       |                |
| 2016 | Ouija: A gonosz eredete   | Ouija: Origin of Evil       | Doris Zander                   | Pál Zsófia     |
| 2016 | Doctor Strange            | Doctor Strange              | Donna Strange (törölt jelenet) |                |
| 2017 | Annabelle 2. – A teremtés | Annabelle: Creation         | Linda                          | Gyarmati Laura |
| 2017 |                           | Cop and a Half: New Recruit | Karina Foley                   |                |
| 2018 | Ready Player One          | Ready Player One            | általános iskolás gyerek       |                |
| 2018 |                           | Gone Are the Days           | Sally Anne                     |                |
| 2018 |                           | Slumber                     | Maya                           |                |
| 2019 |                           | Wyrm                        | Izzy                           |                |
| 2020 | Gloria dicsősége          | The Glorias                 | Gloria Steinem fiatalon        |                |
| 2020 |                           | Becky                       | Becky Hooper                   |                |
| 2023 | Becky bosszúja            | The Wrath of Becky          | Becky Hooper                   | Rudolf Szonja  |

### Televízió
| Év        | Magyar cím          | Eredeti cím                    | Szerep                   | Megjegyzés                                            |
| --------- | ------------------- | ------------------------------ | ------------------------ | ----------------------------------------------------- |
| 2012      | Louie               | Louie                          | kislány                  | 1 epizód                                              |
| 2014      |                     | The Money                      | unoka                    | tévéfilm                                              |
| 2014      |                     | Black Box                      | Catherine Black fiatalon | 3 epizód                                              |
| 2014–2015 | A Miller család     | The Millers                    | Mikayla Stoker           | 23 epizód                                             |
| 2015–2016 | Amynek áll a világ  | Inside Amy Schumer             | különböző szerepek       | 3 epizód                                              |
| 2016      | Pedagógerek         | Teachers                       | Annie                    | 1 epizód                                              |
| 2017      | A farkas gyermekei  | Raised by Wolves               | Yoko Gable               | tévéfilm                                              |
| 2018      | Éles tárgyak        | Sharp Objects                  | Marian Crellin           | - 8 epizód - magyar hangja: - Dolmány-Bogdányi Korina |
| 2018      | A Hill-ház szelleme | The Haunting of Hill House     | Shirley fiatalon         | - 10 epizód - magyar hangja: - Bartus Emese           |
| 2020      | Star Trek: Picard   | Star Trek: Picard              | Kestra Troi-Riker        | 1 epizód                                              |
| 2020      |                     | 50 States of Fright            | Mallory                  | 1 epizód                                              |
| 2021      | Modern szerelem     | Modern Love                    | Katie                    | 1 epizód                                              |
| 2023      | Az Usher-ház bukása | The Fall of the House of Usher | Madeline fiatalon        | - 1 epizód - magyar hangja: - Tanka Natália           |